# Класификација кошљориба
Значајне породице и врсте инфракласе кошљорибе (Teleostei):
1. породица јегуље (Anguillidae):

европска јегуља - Anguilla anguilla
1. породица угори или грује (Congeridae)

угор - Conger conger
1. породица мурине (Murenidae)

мурина - Murena helena
1. породица електричне јегуље (Electrophoridae)

електрична јегуља - Gymnotus electricus
1. породица харинге (Clupeidae):

обична харинга - Clupea harengus
сардина - Sardina pilchardus
папалина - Sprattus sprattus
1. породица штуке (Esocidae):

европска штука (Esox lucius)
1. породица пастрмке (Salmonidae)

атлантски лосос (Salmo salar)
пастрмка (Salmo trutta)
калифорнијска пастрмка (Salmo gaidneri)
охридска пастрмка, летница (Salmo letnica)
1. породица шарановидне рибе (Cyprinidae)

шаран	(Cyprinus carpio)
сребрни караш (Carassius carassius)
златни караш, бабушка (Carassius auratus)
лињак (Tinca tinca)
мрена (Barbus barbus)
деверика (Abramis brama)
клен (Leuciscus cephalus)
укљева, белица (Alburnus alburnus)
пирана, пираја (Pygocentrus piraya)
1. породица сомови 	(Siluridae)

обичан, дунавски сом (Silurus glanis)
10. породица икталуриде (Ictaluridae)
патуљасти сом, цверглан (Ictalurus catus)
електрични сом (Malopterurus electricus)
1. породица гадиде (Gadidae)

обични бакалар (Gadus morhua)
1. породица Merluccidae

ослић (Merluccius merluccius)
1. породица Lophiidae

грдобина, морски ђаво (Lophius piscatorius)
1. породица Syngnathidae

морски коњић (Hippocampus antiquorum)
морско шило (Syngnathus acus)
1. породица гргечи (Percidae)

гргеч, бандар (Perca fluviatilis)
смуђ (Stizostedion lucioperca)
1. породица барбуни (Mullidae)

барбун, трља (Mullus barbatus)
1. породица прилепуше (Echeneidae)

18. породица кантари, љускавке (Sparidae)
зубатац (Dentex dentex)
орада (Sparus aurata)
арбун (Uranoscopus scaber)
фратар (Sargus vulgaris)
кантор (Spondzllosoma cantharus)
мрмор (Lithognatus mormyrus)
пиц (Puntazzo puntazzo)
сараг (Diplodus sargus)
1. породица скочци, ципли (Mugilidae)
2. породица скуше (Scombridae)

скуша (Scomber scombrus)
туна (Thynnus thynnus)
1. породица ксифииде (Xiphiidae)

сабљарка, иглун, јаглун (Xiphias gladius)
1. породица гирице (Maenidae)
2. породица скарпине (Scorpedidae)
3. породица ластавице (Triglidae)

- ред Pleuronectiformes

иверак (Pleuronectes platessa)
лист (Solea vulgaris)
- ред Tetraodontiformes

рогати морски ковчег (Ostracion quadricornis)
морски месец, велики буцањ (Mola mola)
род Diodon
род Tetraodon